# (468383) 2016 GA13
(468383) 2016 GA13 es un asteroide perteneciente al cinturón de asteroides, descubierto el 25 de mayo de 2006 por el equipo Spacewatch desde el Observatorio Nacional de Kitt Peak (Arizona, Estados Unidos).